# Cantón 10
El Cantón 10 (en bosnio, Kanton 10), también conocido popularmente como condado de Herzeg-Bosnia  (en croata, Hercegbosanska županija), es uno de los diez cantones en que se divide la  Federación de Bosnia-Herzegovina, en Bosnia y Herzegovina. Está situado en el suroeste del país. La sede del gobierno local está en Livno, mientras que la Asamblea regional tiene su sede en Tomislavgrad. El cantón tiene una extensión de 4.935 km² y una población de 80 800 habitantes en 2009. Es uno de los tres cantones de la Federación con una gran mayoría croata.

## Nombre
En Bosnia y Herzegovina y Serbia, el término kanton es utilizado generalmente, mientras que en Croacia se utiliza el término županija. El cantón es denominado oficialmente por la Federación de Bosnia y Herzegovina como Kantón 10 (Kanton 10 o Županija 10). El gobierno local, sin embargo se refiere a este sitio como el Condado de Herzeg-Bosnia (Hercegbosanska županija) y usa ese nombre en la Constitución local. Se hace referencia a la entidad autoproclamada de Herzeg-Bosnia que existió durante la guerra de Bosnia. Este nombre ha sido considerado inconstitucional por el Tribunal Constitucional de la Federación en parte porque "no incluye ninguna parte de la región tradicional de Herzegovina". Esa prueba geográfica, sin embargo, es discutida desde que las fronteras de Herzegovina no son estrictamente geográficas, y especialmente no determinadas por la ley. Otros nombres utilizados a nivel nacional son "Cantón de Bosnia Occidental" (Kanton Zapadnobosanski, Zapadnobosanska županija) y al Cantón de Livno (Kanton Livanjski), como su ciudad capital.

## Historia
Originalmente ocupada por los dálmatas, la zona del Cantón 10 fue anexionada en el año 15 por el Imperio Romano y formó parte de la provincia romana de Dalmacia. Tras la introducción del cristianismo, Delminium (Tomislavgrad) fue la sede de un obispado.

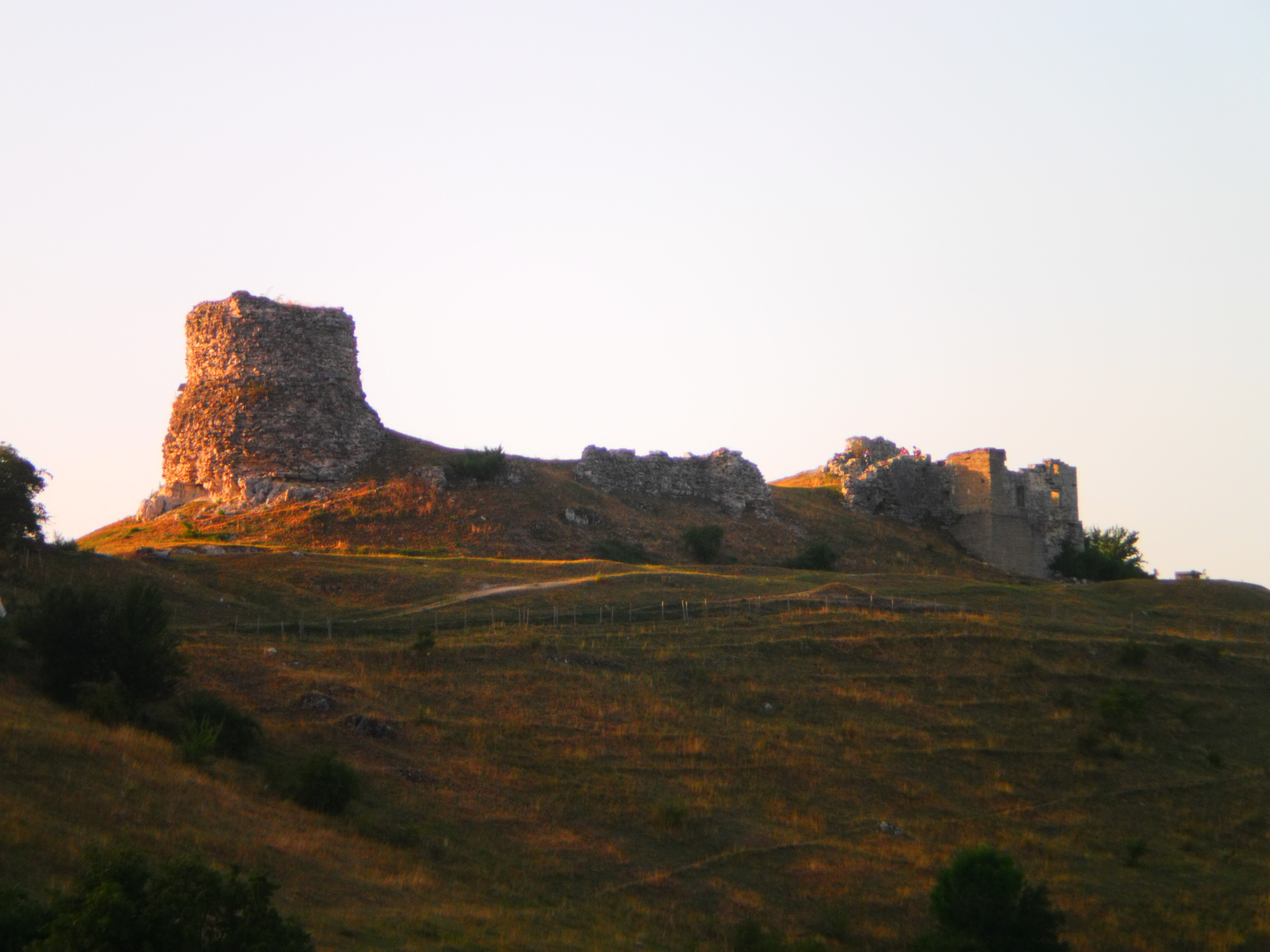
Fortaleza medieval de Glamoč

En estos años también se crea la ciudad de Livno. En el año 892 se registra la primera aparición escrita del nombre de Livno que era la sede de uno de los condados del Reino de Croacia. La región se adscribe en el siglo IX al Reino de los Croatas y posteriormente en el siglo XIV al Reino de Bosnia. Tras la muerte del rey de Bosnia, Tvrtko I, en 1391, el poder del Reino de Bosnia decae gradualmente y la región pasa a manos del Reino de Croacia, estado asociado al Reino de Hungría por una unión personal.
En el siglo XVI la región se integra plenamente durante cuatro siglos en el Imperio Otomano. Bajo el Imperio Otomano, los campesinos que seguían siendo católicos u ortodoxos eran hostiles a los funcionarios turcos y a los terratenientes islamizados.
En el siglo XIX, estallaron en Bosnia y Herzegovina varios levantamientos y rebeliones contra las autoridades musulmanas. Sufriendo la opresión de las autoridades y furiosos después de que éstas mataran al líder espiritual católico de esta región, Lovro Karaula, sacerdote franciscano, los católicos de Livno se levantaron contra el dominio otomano el 20 de julio de 1875. Pronto, los católicos de toda la región se unieron a este levantamiento. 
Los líderes rebeldes eran dos sacerdotes franciscanos, Stjepan Krešić y Bonaventura Šarić-Drženjak. Durante tres años, la insurgencia controló las regiones montañosas de Glamoč, Livno, Kupres y Grahovo. Cuando el ejército austriaco llegó a la región de Livno en 1878, los insurgentes entregaron sus armas a los austriacos. Las tropas austrohúngaras encontraron en esta región una oposición, tanto de la población musulmana como de la ortodoxa, librando batallas en los alrededores de Livno. La región es liberada a finales del verano de 1878.
Austria-Hungría ocupa militarmente la región y Bosnia-Herzegovina tras el Congreso de Berlín de 1878. Este periodo está marcado por importantes cambios en la región, que se industrializa y occidentaliza. Desde el punto de vista arquitectónico, se construyen numerosos edificios públicos y se levantan muchos edificios religiosos católicos que estaban prohibidos en la época otomana.

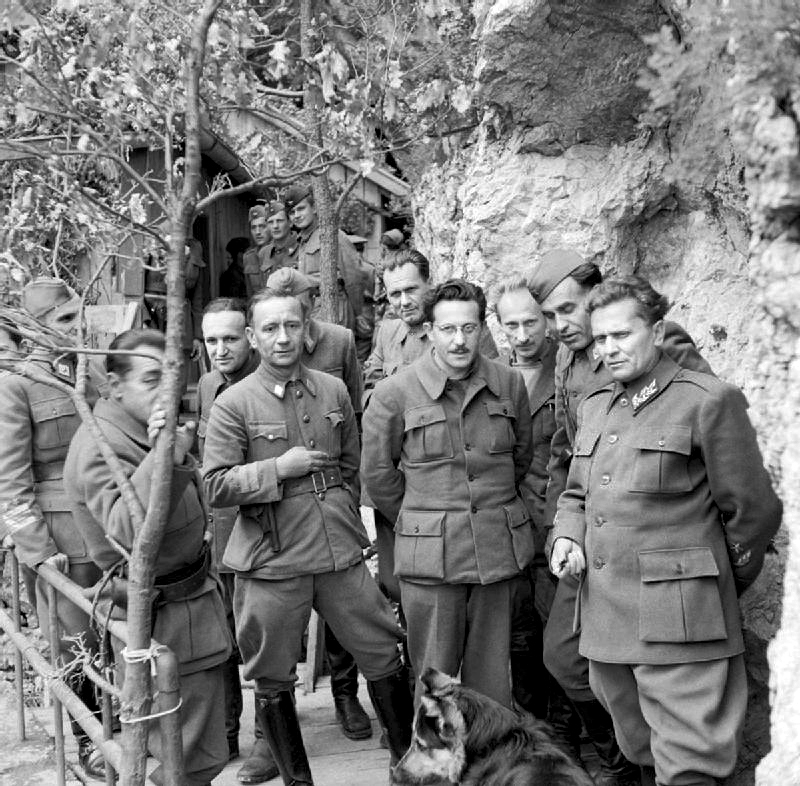
El Mariscal Tito Durante la Segunda Guerra Mundial en Drvar

Después de la Primera Guerra Mundial, el área del condado de Hercegbosna estaba en el Reino de los serbios, croatas y eslovenos, más tarde Yugoslavia. La mayor parte del área actual del condado de Hercegbosna pertenecía al entonces área de Travnik en 1922, mientras que las partes más pequeñas del norte pertenecían al área de Bišćan. Después de la introducción de la dictadura del 6 de enero y la división del estado en banovinas en 1929, la mayoría de las áreas croatas del condado de Hercegbosna pasaron a formar parte de Primorska banovina con sede en Split, mientras que las áreas del norte de Serbia se anexaron a Vrbas banovina, con sede en Split. en Banja Luka. Con la creación de la Banovina de Croacia en 1939, toda la Primorska Banovina pasó a formar parte de ella, incluidas las áreas mayoritariamente croatas del condado de Hercegbosna.
Después de la creación del NDH y su división administrativa, la mayor parte del área del actual condado de Hercegbosna era parte de la Gran Parroquia de Pliva y Rama con su sede en Jajce, mientras que la parte norte más pequeña pertenecía a la Gran Parroquia de Krbava y Psata con sede en Bihać. Después de la derrota de las potencias del Eje en 1945, el área del condado de Hercegbosna pasó a formar parte de la entonces unidad federal de SFR Yugoslavia, Bosnia y Herzegovina. Durante el proceso democrático, la mayoría de los municipios croatas del condado, Kupres, Livno y Tomislavgrad, pasaron a formar parte de la República croata de Herceg-Bosna.
Con la independencia de Bosnia y Herzegovina en la parte norte y oeste del condado de Hercegbosna bajo el liderazgo de la SDS, las áreas de mayoría serbia se pusieron del lado del Ejército de la República Srpska matando a croatas y bosnios en Drvar, Grahovo, Glamoc, atacando Kupres y bombardeando Livno y asentamientos circundantes. Después de la formación de las unidades militares del HVO, primero se liberó el área de Kupres. Los croatas y los bosnios formaron la Federación de Bosnia y Herzegovina mediante el Acuerdo de Washington, que incluía toda el área del condado de Hercegbosna bajo el control del HVO, y un poco más tarde, en el verano de 1995, el HVO y el HV derrotaron a las fuerzas serbias de manera decisiva. Ataques y capturaron Grahovo, Glamoč y Drvar, lo que, junto con otras victorias del HVO, HV y el Ejército de RBiH, crearon las condiciones para la firma del Acuerdo de Paz de Dayton. Después de la guerra, en 1996, Herceg-Bosna se auto-abolió y la FBiH se organizó en condados, cuando se creó el condado de Hercegbosna, el condado más grande de la FBiH.
La Constitución del Cantón de Herzeg-Bosnia fue aprobada por la Asamblea Cantonal el 19 de diciembre de 1996.

## Geografía

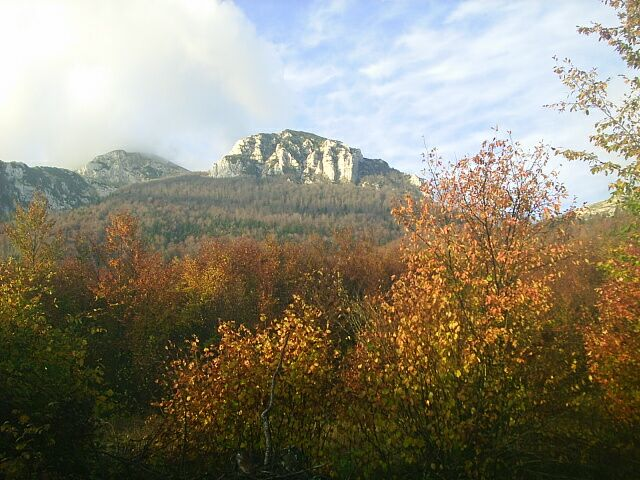
Troglav, Cantón 10

El cantón cubre un área de 4934 kilómetros cuadrados o el 19% del área de la Federación de Bosnia y Herzegovina con una baja densidad de población (23 habitantes / km²). La recesión económica de antes de la guerra y, sin duda, la guerra en esta zona, provocaron importantes fluctuaciones de población en forma de emigración a países de Europa occidental o reubicación en otras zonas de Bosnia y Herzegovina. Dado que el proceso de retorno inverso está en marcha, aunque no con la misma intensidad, se estima que actualmente hay alrededor de 90.000 habitantes a nivel regional, aunque solo se pueden obtener datos de población precisos con un nuevo censo.
Las características naturales y geográficas de esta zona son diversas, desde fértiles y vastos campos y vastos pastos, ríos y lagos hasta bosques centenarios caducifolios y siempreverdes, y brindan abundantes oportunidades para la vida y el desarrollo económico basados en la producción agrícola, la ganadería y la industria maderera. . La naturaleza ecológicamente limpia y virgen, el clima continental templado, la posición geográfica y la proximidad y las buenas conexiones de transporte con la vecina Croacia, es decir, su puerta de entrada al mundo, Dalmacia central, y la conexión con toda Herzegovina, son factores importantes para el progreso económico en esta zona. 

### Organización administrativa
Administrativamente, el cantón 10 se divide en 6 municipalidades:

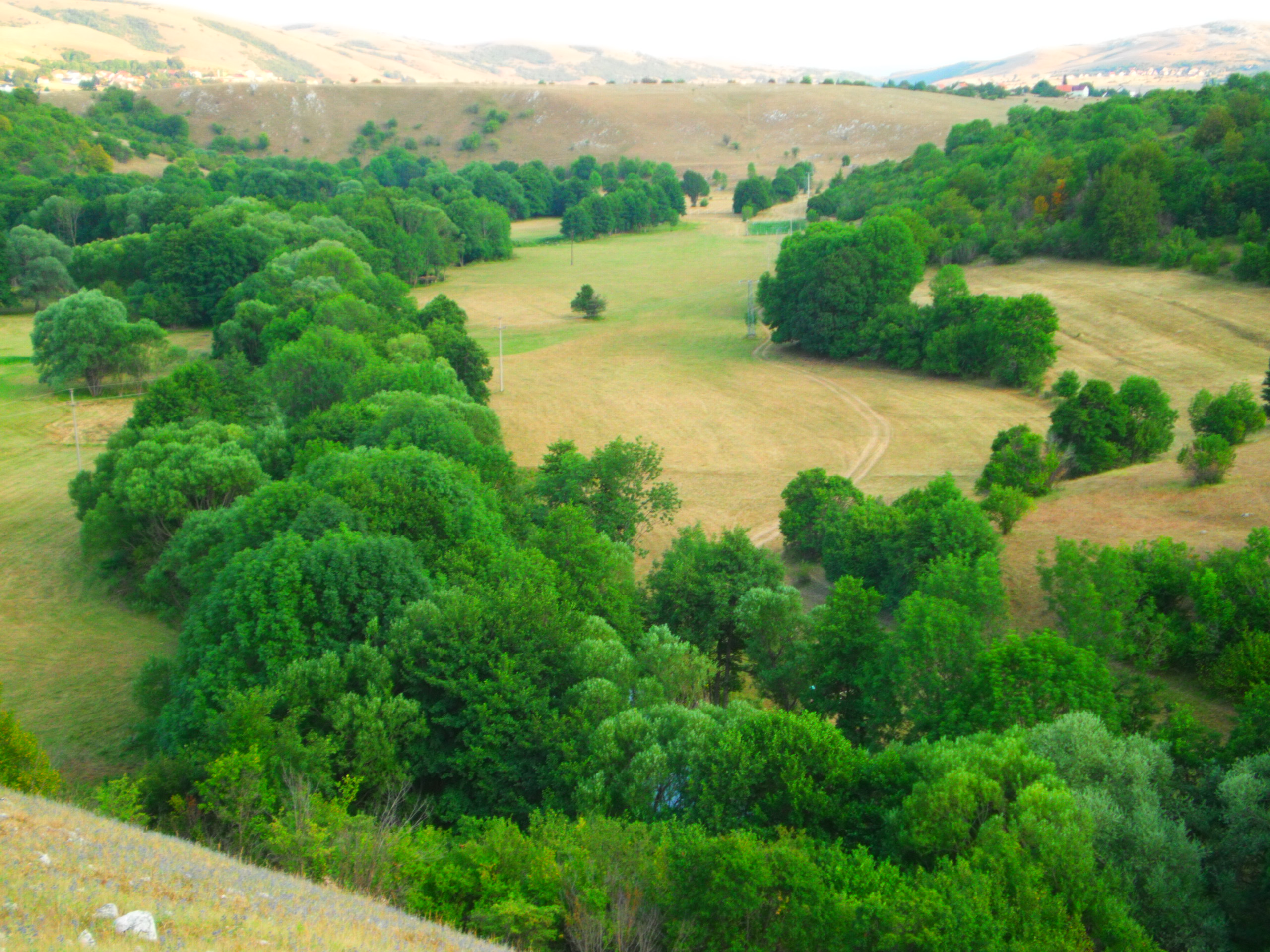
Valle de Šujica, Cantón 10

| Nombre           | Superficie  | Población (2013) | Etnia mayoritaria |
| ---------------- | ----------- | ---------------- | ----------------- |
| Drvar            | 589,3 km²   | 7.506            | Serbios (91,25%)  |
| Bosansko Grahovo | 780 km²     | 2.449            | Serbios (82,81%)  |
| Glamoč           | 1.033,6 km² | 3.860            | Serbios (43,50%)  |
| Kupres           | 569,8 km²   | 5.057            | Croatas (88,47 %) |
| Livno            | 994 km²     | 37.487           | Croatas (85,76%)  |
| Tomislavgrad     | 967 km²     | 31.592           | Croatas (91,81%)  |

### Demografía
En el censo de 1991, 115 726 personas habitaban en el condado. En 2009, la población era de 80 800 habitantes.
El grupo étnico más grande es el de los croatas, seguido por los serbios son los segundos, y en tercer lugar los bosnios. Tres municipios tienen una mayoría de origen croata (Kupres, Livno, Tomislavgrad), y tres tienen una mayoría étnica serbia (Drvar, Bosansko Grahovo, Glamoc). En 2003, la población era de 83.701 personas, entre ellas se destacaban las siguientes etnias:
- 66.138 croatas (79,0%).
- 10.377 serbios (12,4%).
- 6.860 bosnios (8,2%).

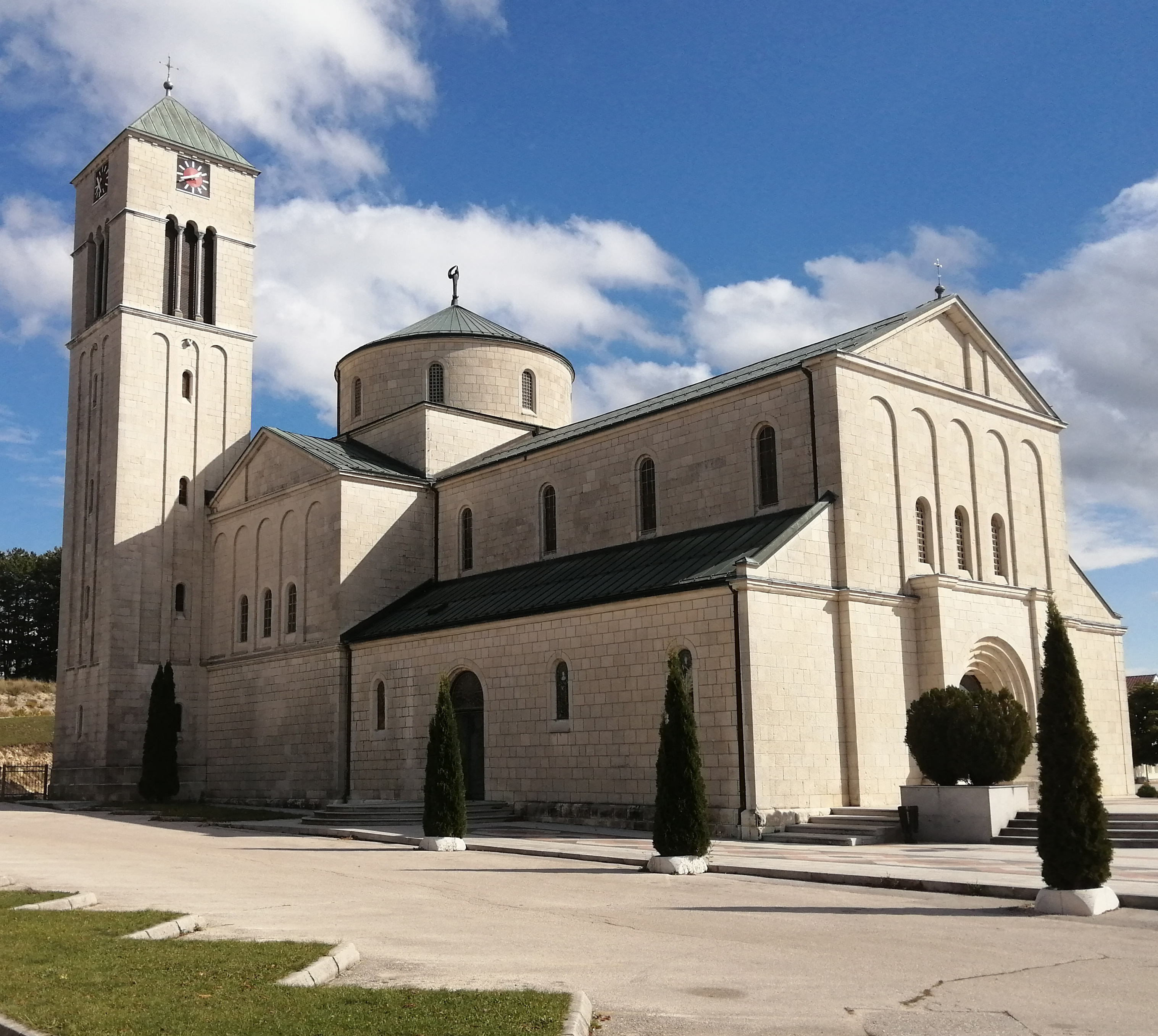
Iglesia de San Nicolás Tavelic, un monje franciscano croata

Durante la guerra (1992-95) se produjo una importante migración de la población. En 1992, las fuerzas serbias capturaron Kupres y sus alrededores, expulsando a la mayor parte de la población no serbia. Los croatas regresaron a finales de 1994, después de que sus fuerzas retomaran Kupres. Después de que las fuerzas croatas capturaran Grahovo, Glamoč y Drvar en el verano y otoño de 1995, la mayoría de la población serbia huyó. Los refugiados croatas de otras partes de Bosnia y Herzegovina (que huían de las fuerzas serbias o bosnias) se instalaron en la zona abandonada que antes habitaban los serbios. Después de la guerra, bajo la presión de la ONU y de las fuerzas de aplicación de la paz, los refugiados serbios regresaron a sus hogares.
En 2013, la población del cantón incluía aproximadamente un 77% de croatas, un 13% de serbios y un 9,6% de bosnios; todas las demás etnias combinadas constituían el <0,4% restante. El Cantón 10 tenía una gran proporción de personas de etnia serbia en la Federación de Bosnia y Herzegovina. Sin embargo, su número ha disminuido constantemente desde la conclusión de la guerra de Bosnia.
La mayoría de su población es cristiana siendo el grupo más grande los católicos, aunque también hay cristianos ortodoxos serbios y musulmanes.

## Gobierno y política
El cantón 10 es por ley uno de los diez cantones de la Federación de Bosnia y Herzegovina, que es una de las dos entidades de Bosnia y Herzegovina.
El cantón 10 tiene sus propios poderes legislativo, ejecutivo y judicial. Como cada uno de los cantones de la FBH, el cantón tiene su propia constitución, asamblea, gobierno, símbolos y tiene una serie de competencias exclusivas (policía, educación, uso de recursos naturales, política espacial y habitacional, cultura), mientras que algunas competencias son dividido entre autoridades cantonales y federales (salud, protección social, transporte).

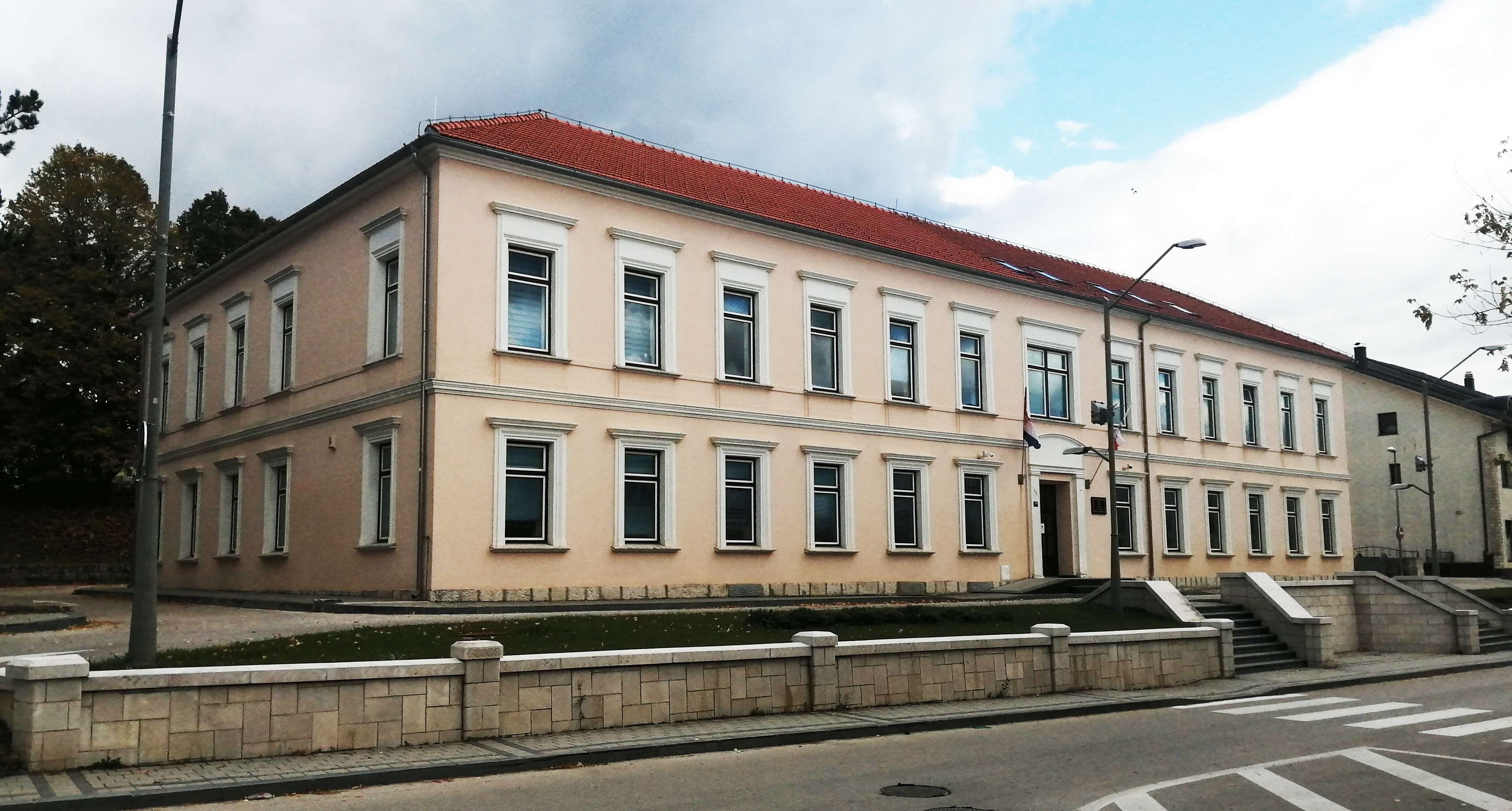
Edificio del Ayuntamiento en Tomislavgrad

Cada cuatro años, los ciudadanos de este cantón votan en elecciones generales por un total de 25 miembros de la asamblea cantonal. Sobre la base de los resultados de las elecciones generales de 2014, el actual gobierno del Cantón 10 está formado por una coalición entre el Partido de Acción Democrática (SDA), la Unión Democrática Croata de Bosnia y Herzegovina (HDZ BiH) y la Alianza de las Naciones Demócratas (SNSD).
A nivel local, los ciudadanos del Cantón 10 votan cada cuatro años en las elecciones municipales para el gobierno local en cinco municipios y la ciudad de Livno.

## Economía
La recesión económica de antes de la guerra, y ciertamente la guerra en esta zona, provocó fluctuaciones importantes de la población en forma de emigración a países de Europa occidental o reubicación a otras zonas de Bosnia y Herzegovina.
Las características naturales y geográficas de esta zona son diversas, desde fértiles y vastos campos y vastos pastos, ríos y lagos hasta bosques centenarios caducifolios y siempreverdes, y brindan abundantes oportunidades para la vida y el desarrollo económico basados en la producción agrícola, la ganadería y la industria maderera. . La naturaleza ecológicamente limpia e intacta, el clima continental templado, la posición geográfica y la proximidad y las buenas conexiones de transporte con otras partes de Bosnia y Herzegovina y la vecina Croacia, especialmente Dalmacia, que gravita económica y tradicionalmente, son factores importantes para el desarrollo económico de esta zona. El cantón sufrió graves daños durante la última guerra y es una de las zonas más afectadas de la Federación de Bosnia y Herzegovina. El proceso de reconstrucción es lento y difícil, pero la economía ya está mostrando signos de recuperación, principalmente visibles en el segmento de la construcción, la industria de procesamiento de madera, la pequeña empresa y la artesanía. Aunque el comercio sigue siendo la rama dominante de la economía, en términos del número total de empresas (191 o el 44,50% del total de 429 empresas activas y el 30% de los ingresos totales).
Visto desde el aspecto de los ingresos realizados en 1998 y 1999, se registró un aumento significativo en la construcción, en la agricultura y la silvicultura , así como en el transporte, la industria y la minería. El comercio registró una disminución de los ingresos en comparación con 1998 en 2 puntos índice, así como una disminución en la participación en los ingresos totales a nivel cantonal del 44,80% en 1998 al 30% en 1999 a favor de otras actividades productivas, y especialmente la construcción. agricultura y silvicultura, especialmente si tenemos en cuenta que los ingresos totales generados a nivel cantonal en 1999 aumentaron en un 25% con respecto a 1998. Todos estos son indicadores positivos de recuperación económica y la base del desarrollo futuro esperado.
Las principales ramas económicas del Cantón 10 según el número de empleados son el comercio al por mayor y al por menor, la industria de transformación y la agricultura, la silvicultura y la pesca.
El salario promedio en el Cantón 10 es de 840 KM (2014). El salario neto medio más alto se paga en Bosanski Grahovo (986 KM) y el más bajo en Tomislavgrad (766 KM).

## Símbolos

Escudo declarado inconstitucional

La bandera y el escudo de armas del cantón son los mismos que la bandera y el escudo de armas de la ex-República Croata de Herzeg-Bosnia. El Cantón de Herzegovina Occidental, otro cantón de Bosnia y Herzegovina, también se utiliza esta bandera y escudo de armas. Estos símbolos fueron considerados inconstitucionales por el Tribunal Constitucional de la Federación, porque "sólo representa a un grupo". El gobierno local, sin embargo, los sigue usando. El escudo de armas se utiliza en las placas en la Instituciones oficiales. Debido a las controversias surgidas por esto, la policía local hasta el día de hoy no tiene insignias oficiales.